# Markéta Vondroušová
Markéta Vondroušová (Sokolov, 28 giugno 1999) è una tennista ceca.
Nel corso della sua carriera costellata da infortuni ha vinto tre titoli WTA, tra cui il torneo di Wimbledon 2023, diventando la prima giocatrice nella storia dello Slam su erba a imporsi da non testa di serie. Inoltre, è stata finalista all'Open di Francia 2019 (all'epoca ventenne) e si è aggiudicata la medaglia d'argento ai Giochi olimpici di Tokyo 2021. Sulla scia della vittoria del torneo londinese, nel settembre 2023 ha raggiunto il suo best ranking alla 6ª posizione mondiale.

## Biografia
Markéta Vondroušová è nata il 28 giugno 1999 da David Vondrouš e Jindřiška Anderlová a Sokolov, una cittadina sita nella regione di Karlovy Vary, in Repubblica Ceca nord-occidentale. Markéta ha un forte background atletico da parte della madre: la madre giocava a pallavolo per l'SK Slavia Praga, nella massima serie del campionato ceco di pallavolo femminile dell'Extraliga, mentre suo nonno materno, František Frk, è stato campione nazionale cecoslovacco di pentathlon nel 1935. Tuttavia, il padre di Markéta l'ha introdotta al tennis all'età di quattro anni, dopo aver praticato questo sport a livello ricreativo. I suoi genitori hanno divorziato quando Markéta aveva tre anni, ma entrambi sono rimasti presenti nella sua vita e hanno sostenuto la sua crescita tennistica.
Quando era bambina, ha provato a cimentarsi in una serie di sport, fra cui lo sci, il calcio, il ping-pong e il floorball, eccellendo in tutti. Ha iniziato presto a dedicarsi al tennis, partecipando a un torneo nazionale di mini-tennis sull'isola di Štvanice a Praga nel 2006, in cui si è classificata terza e si è qualificata per un torneo internazionale a Umago in Croazia. Dopo il torneo di Štvanice, la Vondroušová tornò ad allenarsi nella medesima città, dove si allenava per cinque giorni alla settimana, due dei quali a Štvanice, a poche ore dalla sua città natale. Ha ottenuto un altro successo internazionale all'età di 12 anni, quando ha vinto il Nike Junior Tour International Masters negli Stati Uniti d'America, un campionato mondiale non ufficiale per gli under 12. All'età di 15 anni si è trasferita a Praga per allenarsi con maggiore regolarità.

## Carriera

### 2014-2016: juniores ed esordi nel circuito WTA
Raggiunge buoni risultati a livello giovanile; in singolare nel 2014 raggiunge le semifinali degli Slam di Parigi e Londra. Nel doppio ragazze conquista due Slam consecutivi insieme alla connazionale Miriam Kolodziejová: vincono infatti all'Australian Open 2015 battendo Katharina Hobgarski e Greet Minnen in finale e al Roland Garros dove hanno la meglio sulla coppia formata da Caroline Dolehide e Katerina Stewart.
Nel circuito ITF vince otto titoli in singolare e sei titoli in doppio. Nel mese di aprile 2015 ottiene una wild-card per le qualificazioni del J&T Banka Prague Open, dove riesce a superare i primi due turni per poi arrendersi a Danka Kovinić nel turno decisivo. Riceve una wild-card anche per il torneo di doppio, in coppia con Kateřina Vaňková, perdendo al primo turno contro Kateryna Bondarenko e Eva Hrdinová in due set. L'anno seguente, sempre a Praga, riceve una wild-card direttamente per il tabellone principale e batte Océane Dodin prima di arrendersi alla testa di serie numero quattro Samantha Stosur. Dopo avere giocato il torneo giovanile al Roland Garros 2016, a causa di un infortunio salta la restante parte di stagione.

### 2017: primo titolo WTA e top 100
Nel 2017, al suo ritorno, Vondroušova inanella una serie di venti vittorie consecutive vincendo un titolo ITF da $15 000, uno da $25 000 e raggiungendo un'altra finale ITF da $25 000. Ad aprile raggiunge la sua prima finale WTA a Bienne dopo aver superato le qualificazioni: batte in sequenza Lina Ǵorčeska, Annika Beck, Kristýna Plíšková e in semifinale Barbora Strýcová. In finale affronta Anett Kontaveit battendola con il punteggio di 6-4, 7–6(6) e vincendo così il suo primo titolo nel circuito maggiore, senza perdere nemmeno un set durante tutto il torneo. Grazie a questo risultato la settimana successiva viene convocata per la partita di semifinale di Fed Cup contro gli Stati Uniti. Nel primo incontro in singolare viene sconfitta in due set da Coco Vandeweghe, batte poi Shelby Rogers riportando il punteggio sul 2-2. A maggio riceve una wild-card per il torneo di Praga, dove batte al primo turno Carina Witthöft in tre set prima di arrendersi ad Ana Konjuh.

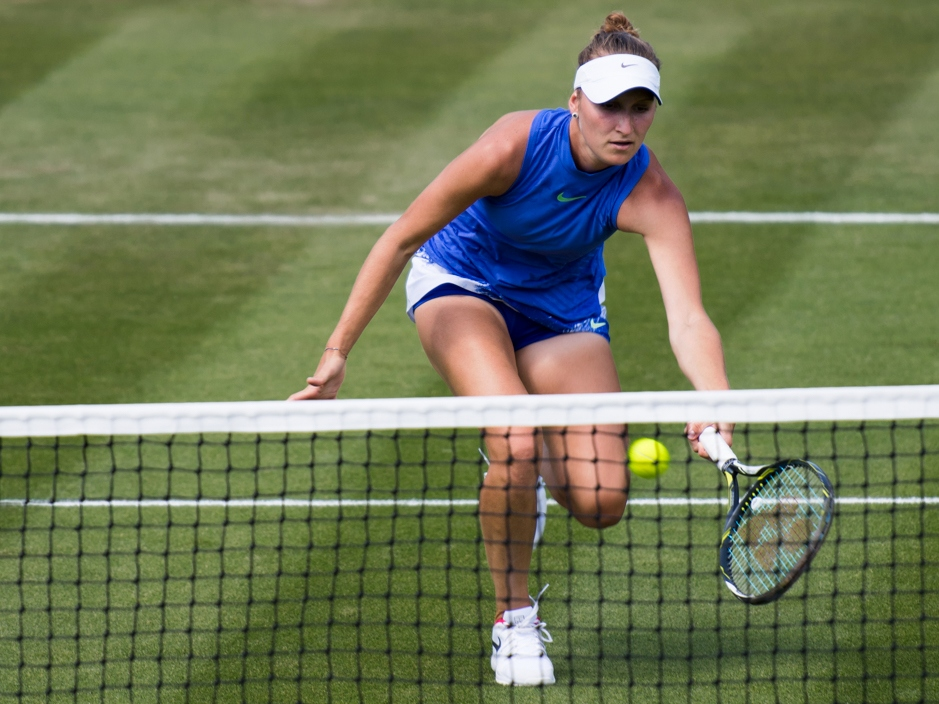
Markéta all'Queen's Club Championships 2017

Prende poi parte al Roland Garros dove vince tutti e tre i match di qualificazione senza perdere un set. Accede così al main draw di uno slam per la prima volta, ed è l'unica minorenne in gara. Al primo turno dello Slam batte la francese Amandine Hesse con il punteggio netto di 6-1 6-0 e si qualifica così per il secondo turno dello slam dove viene sconfitta da Dar'ja Kasatkina, testa di serie nº 26, per 6-7, 4-6. Prende parte al torneo fo Birmingham, dove supera i turni di qualificazione per poi venire estromessa al primo turno per 5-7 6-7 da Ashleigh Barty. A Eastbourne viene eliminata al primo turno di qualificazioni da Cvetana Pironkova con un doppio 2-6.
Prende parte a Wimbledon, dove viene rimontata da Peng Shuai (7-6 0-6 4-6). In doppio, in coppia con Catherine Bellis, si spinge fino ai quarti di finale, sconfiggendo Moore/Ōmae per 6-2 6-0, Krunić/Bondarenko per 6-2 6-4 e Curenko/Kičenok per 6-4 6-2, per poi venire sconfitta dalle teste di serie nº 9, Niculescu/Hao-ching per 3-6 4-6. Il 30 luglio vince il suo settimo torneo ITF in patria.
Prende parte all'US Open, dove viene eliminata in rimonta dall'8ª testa di serie, Svetlana Kuznecova, per 6-4 4-6 6-7. In doppio, sempre in coppia con Catherine Bellis, viene eliminata al primo turno per 3-6 4-6 da Kičenok/Rodionova.
È 5ª testa di serie al Tashkent Open; dopo avere sconfitto con un doppio 6-1 Misa Eguchi viene sorpresa da Stefanie Vögele per 6-7 6-4 5-7.

### 2018: ottavi di finale agli US Open e top 50
Inizia l'anno malamente perdendo al primo turno ad Auckland per mano di Petra Martić con il risultato di 6(2)–7 3-6. A Hobart, dopo avere sconfitto Natal'ja Vichljanceva per 6-4 6-3, perde con un doppio 4-6 contro Donna Vekić. Prende parte al primo Slam della stagione, l'Australian Open. Qui, dopo avere sconfitto Kurumi Nara per 7-5 6-4, viene eliminata dall'ottava testa di serie, Caroline Garcia, in un match particolarmente combattuto conclusosi per 7–6(3) 2-6 6-8. In doppio, in coppia con Bellis, viene sconfitta da Anastasija Sevastova e Ekaterina Aleksandrova per 3-6 2-6. Prende parte al torneo di Doha dove, dopo avere superato le qualificazioni, sconfigge senza problemi Julija Putinceva (6-3 6-1), per poi perdere contro la 3ª testa di serie, Elina Svitolina, per 2-6 4-6. A Dubai viene sconfitta in rimonta da Bernarda Pera per 6-0 3-6 0-6.
Fa un'ottima figura a Indian Wells, torneo nel quale supera Madison Brengle con un doppio 6-2, Johanna Konta, 11ª testa di serie, per 7–6(5) 6-4 e Aryna Sabalenka con un doppio 6-2, per poi perdere nuovamente contro Petra Martić per 3-6 6(4)–7. Il 19 marzo migliora ulteriormente il suo best ranking diventando la 50ª tennista mondiale. A Miami viene fermata al primo turno da Wang Yafan con il risultato di 2-6 6-4 6(0)–7. A Lugano viene sconfitta al secondo turno dalla futura vincitrice del torneo, Elise Mertens, per 2-6 7-5 5-7. Questo risultato la fa scivolare alla 73ª posizione del ranking. In doppio, in coppia con la connazionale Renata Voráčová, viene eliminata al primo turno dalla coppia formata da Nicola Geuer e Eva Wacanno per 5-7 4-6. A Stoccarda, dopo avere superato le qualificazioni tutte al terzo set, sconfigge al primo turno Julia Görges con un doppio 6-2; nel turno successivo si ritira contro Elina Svitolina, su un risultato di 6-2 1-6 2-3 in favore dell'ucraina. Nello Slam parigino viene sconfitta in tre set da Ana Bogdan (3-6 6-1 4-6). Nei tornei di 's-Hertogenbosch, Maiorca e Wimbledon non va oltre il primo turno venendo sconfitta rispettivamente da Aryna Sabalenka, Samantha Stosur e Sachia Vickery. Sulla terra di Gstaad raggiunge la semifinale superando Lara Arruabarrena con un doppio 6-3, Elica Kostova con un doppio 6-4 ed Evgenija Rodina per 6-2 6-3; viene poi rimontata da Mandy Minella per 6-4 2-6 2-6. Nel torneo di Cincinnati viene estromessa per 3-6 5-7 da Ashleigh Barty, testa di serie numero sedici. A New Haven non va oltre il primo turno di qualificazioni. Allo US Open raggiunge per la prima volta in carriera un ottavo di finale Slam. Estromette nell'ordine Mona Barthel per 6-1 6-4; Eugenie Bouchard per 6-4 6-3 e Kiki Bertens, tredicesima testa di serie, per 7–6(4) 2-6 7–6(1). Gli ottavi di finale la vedono opposta a Lesja Curenko, contro la quale perde con il punteggio di 7–6(3) 5-7 2-6. A Wuhan, ultimo torneo della stagione disputato, viene ripescata nel tabellone principale come lucky loser ed estromessa all'esordio da Julia Görges per 3-6 6-3 6(4)–7.

### 2019: finale al Roland Garros, top 20 in singolare e infortunio; semifinale all'Australian Open in doppio
Inizia la stagione presentandosi all'Australian Open dove, dopo avere estromesso senza grossi problemi Evgenija Rodina, cede a Petra Martić per 4-6 5-7. In doppio, in coppia con la connazionale Barbora Strýcová, raggiunge la semifinale prima di cedere alle future campionesse, Zhang Shuai e Samantha Stosur, per 5-7 6-4 5-7. Ritorna a disputare una finale WTA a Budapest, nella quale viene sconfitta in rimonta da Alison Van Uytvanck (6-1 5-7 2-6). Nel corso del torneo si era imposta su Georgina García Pérez per 6-0 7–6(6), Anna Blinkova per 7–6(6) 3-6 6-3, Irina-Camelia Begu per 5-7 6-1 6-3 e Anastasija Potapova per 6-0 6-2. A Indian Wells si spinge fino ai quarti di finale eliminando, tra le altre, anche Simona Halep, numero due del mondo, per 6-2 3-6 6-2; viene poi estromessa in rimonta da Elina Svitolina, numero sei del seeding, per 6-4 4-6 4-6. In seguito raggiunge i quarti di finale anche a Miami, prima di cedere alla connazionale numero cinque del mondo e futura finalista, Karolína Plíšková, per 3-6 4-6.
Inaugura la stagione sulla terra rossa raggiungendo un'altra finale WTA a Istanbul dove viene sconfitta in rimonta da Petra Martić, che si aggiudica il torneo per 1-6 6-4 6-1. Si presenta agli Internazionali d'Italia spingendosi fino ai quarti di finale sconfiggendo in tre set Barbora Strýcová, nuovamente Simona Halep e Dar'ja Kasatkina, ma viene fermata da Johanna Konta, futura finalista, con il punteggio di 3-6 6-3 1-6. Approda dunque a Parigi in ottimo periodo di forma, seppur senza essere una testa di serie. Supera i primi quattro turni senza grosse difficoltà imponendosi nell'ordine su Wang Yafan per 6-4 6-3; Anastasija Potapova per 6-4 6-0; Carla Suárez Navarro, testa di serie numero ventotto, per 6-4 6-4 e Anastasija Sevastova, numero dodici del seeding, per 6-2 6-0. Giunta nei quarti di finale fatica contro Petra Martić, numero trentuno del ranking, contro cui ha la meglio per 7–6(1) 7-5 e in semifinale contro Johanna Konta, numero ventisei della classifica, ma anche in questo caso la spunta per 7-5 7–6(2), vendicando in tal modo le sconfitte subite da entrambe nei tornei precedenti e accedendo alla sua prima finale Slam in carriera. L'8 giugno 2019, sul campo dedicato a Philippe Chatrier, disputa la partita più prestigiosa della sua giovane carriera contro l'australiana Ashleigh Barty, ottava forza del ranking, che le infligge un perentorio 6-1 6-3. Tuttavia entra per la prima volta a fare parte delle prime venti tenniste del mondo a soli diciannove anni, collocandosi precisamente al sedicesimo posto.

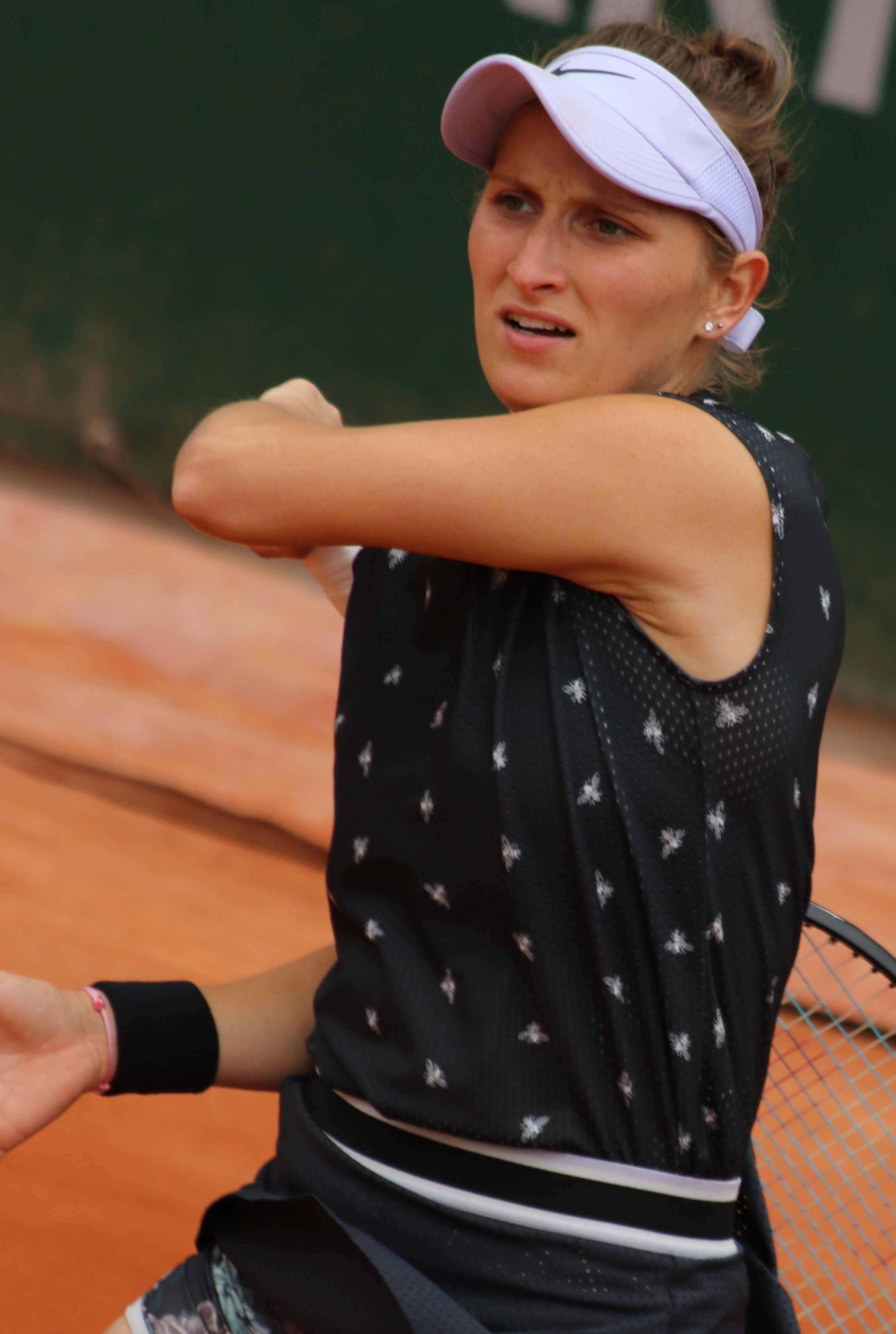
Markéta Vondroušová al Roland Garros 2019

Ritorna in campo solo sull'erba di Eastbourne dove, dopo essersi imposta su Zheng Saisai, cede alla belga Elise Mertens in tre set. Tuttavia, al termine del torneo, perfeziona il suo best ranking alla 14ª posizione. A Wimbledon viene invece sorpresa in due set da Madison Brengle nel match di esordio. A causa di un infortunio al polso, subito durante una sessione di allenamento in preparazione a quella partita, Vondroušová è costretta a sottoporsi a un intervento chirurgico e di conseguenza a dovere rinunciare a tutta la restante stagione tennistica. Ciononostante chiude l'anno alla 26ª posizione del ranking.

### 2020: semifinale a Roma
Inaugura la stagione 2020 con la partecipazione al nuovo torneo di Adelaide. Qui supera i primi due turni in scioltezza lasciando soltanto tre giochi a Tatjana Maria e umiliando la padrona di casa Arina Rodionova con un doppio 6-0. Nei quarti di finale affronta Ashleigh Barty, numero uno del mondo, primo scontro diretto tra le due tenniste dopo la finale di Parigi 2019, da cui ancora una volta l'australiana ne esce vincitrice imponendosi con un doppio 6-3. La settimana seguente approda all'Australian Open, primo Slam stagionale, prendendo parte sia nel singolare che nel doppio in coppia con CiCi Bellis, uscendo in questo caso al primo turno. Anche in singolare delude le aspettative venendo sorpresa all'esordio da Svetlana Kuznecova, che la spunta al terzo set. Continua il periodo negativo a San Pietroburgo, dove viene rimontata da Ajla Tomljanović. Non fa meglio nei tornei mediorientali di Dubai e Doha, registrando rispettivamente un'uscita al secondo e primo turno.
Successivamente i giocatori sono costretti a un periodo di stop forzato dal 9 marzo al 3 agosto, a causa della pandemia di COVID-19. Markéta torna in campo a Palermo, primo torneo al termine dep lockdown, ma viene rimontata da Kaja Juvan con il punteggio 6-1 5-7 4-6. In seguito, a Cincinnati, subisce una pesante sconfitta all'esordio da Laura Siegemund in tre parziali. Si presenta agli US Open come dodicesima testa di serie; si sbarazza di Greet Minnen per 6-1 6-4 prima di venire annichilita da Aljaksandra Sasnovič, la quale le lascia appena tre game. Mostra il suo gioco migliore a Roma, dove si impone con fatica al terzo set su Misaki Doi, estromette con un doppio 6-3 Arantxa Rus, rimonta Polona Hercog per 1-6 6-1 7–6(5) ed elimina, senza grossi problemi, la top 10 e due volte campionessa al Foro Italico Elina Svitolina, infliggendole anche un bagel. Approda così in semifinale, dove non può fare niente contro la campionessa uscente Karolína Plíšková. Per quanto riguarda la classifica scivola alla 20ª posizione mondiale. La ceca si presenta al Roland Garros, disputatosi in quest'edizione eccezionalmente in autunno, dove difende la finale colta nel 2019: tuttavia la sua corsa si arresta già al primo turno, sconfitta da colei che vincerà il titolo, Iga Świątek, con un netto 1-6 2-6. Termina la stagione al numero 21 del mondo.

### 2021: l'argento olimpico a Tokyo
La ceca inizia l'anno al WTA 500 di Abu Dhabi, dove è testa di serie n°8: viene battuta all'esordio da Hsieh Su-wei (6-3 3-6 6(3)-7). In seguito si presenta allo Yarra Valley Classic di Melbourne, dove è ancora 8ª testa di serie: dopo il bye al primo turno vince la prima partita dell'anno contro Varvara Gračëva (6-4 6-0), approdando agli ottavi di finale. Nella circostanza batte Vera Zvonarëva per 7-6(4) 6(4)-7 6-4; ai quarti si impone in rimonta su Nadia Podoroska (4-6 6-3 [10-4]), giungendo in semifinale, dove viene travolta da Garbiñe Muguruza, che le lascia soltanto un game. All'Australian Open la ceca esordisce con la vittoria in rimonta su Rebecca Peterson (2-6 7-5 7-5). Al secondo turno batte Rebecca Marino in due set; al terzo elimina Sorana Cîrstea per 6-2 6-4, approdando così agli ottavi di finale del torneo australiano per la prima volta. Nella circostanza cede in due set a Hsieh Su-wei. A Dubai viene estromessa da Coco Gauff al secondo turno (6-3 0-6 4-6), mentre a Miami si spinge fino agli ottavi di finale dopo le vittorie su Wang Qiang e Belinda Bencic; al quarto turno perde contro Aryna Sabalenka per 1-6 2-6. Sulla terra non raccoglie grossi risultati nei primi tre eventi giocati: tra Stoccarda, Madrid e Roma trova solo un successo in Germania contro Marie Bouzková. Il miglior risultato stagionale sul mattone tritato la ceca lo ottiene al Roland Garros dove, da testa di serie numero 20, raggiunge gli ottavi di finale, battendo Kaia Kanepi in rimonta (4-6 6-3 6-0), la wild-card Harmony Tan (6-1 6-2) e Polona Hercog (periodico 6-3). Nella circostanza Vondroušová si arrende a Paula Badosa in tre set. L'erba non è foriera di buoni risultati per Vondroušová, che centra un solo successo a Wimbledon in tre eventi disputati.

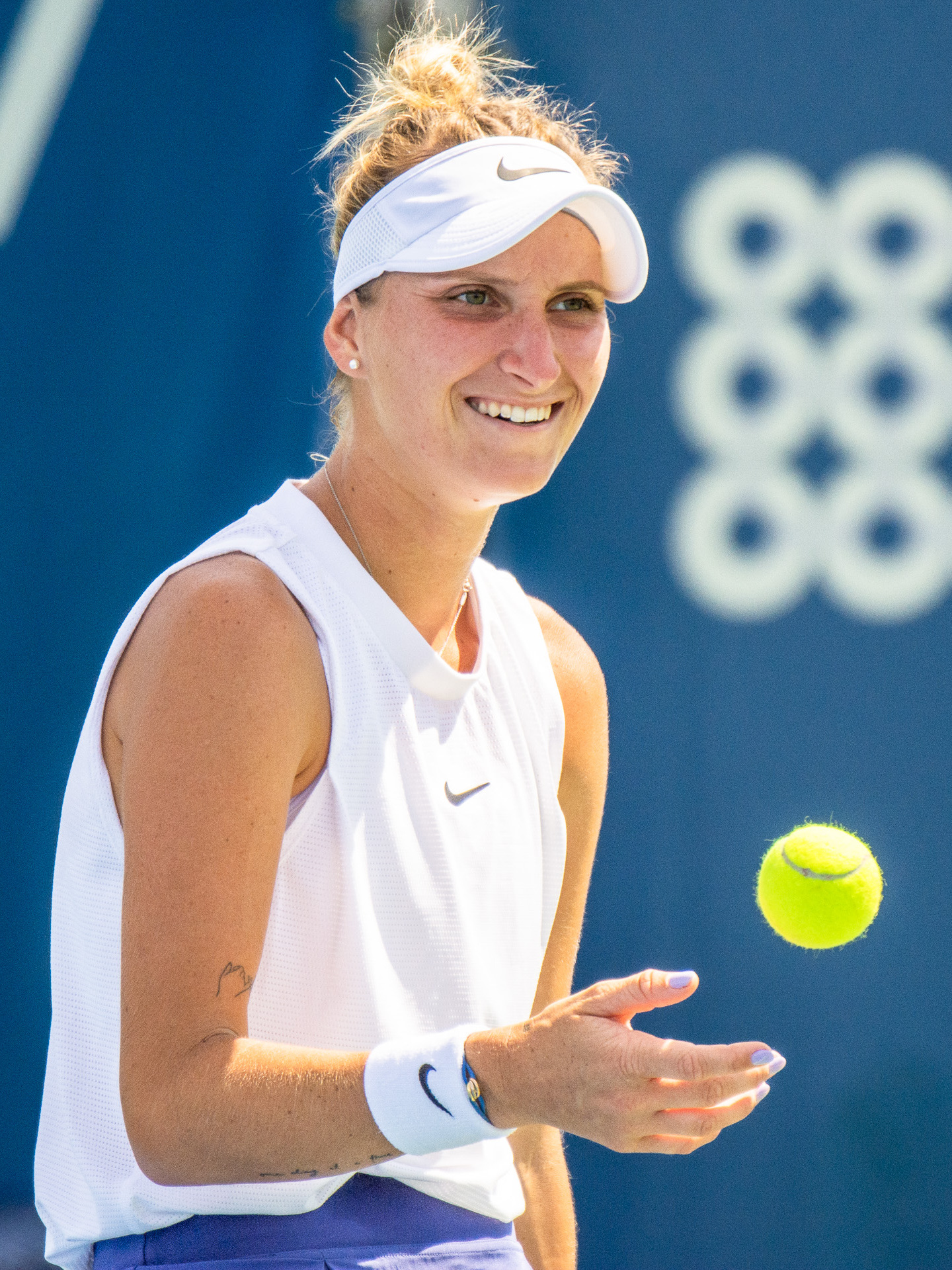
Markéta Vondroušová in allenamento nel 2021

In seguito, la ceca disputa il torneo olimpico a Tokyo: al primo turno elimina Kiki Bertens nella sua ultima partita in carriera (6-4 3-6 6-4). Dopo un comodo successo su Mihaela Buzărnescu (6-1 6-2) Vondroušová riesce a sconfiggere la numero due del tabellone e padrona di casa Naomi Ōsaka per 6-1 6-4, accedendo ai quarti di finale, dove approfitta del ritiro della spagnola Badosa dopo avere vinto il primo set; in semifinale la ceca lascia quattro giochi alla numero 4 del seeding Elina Svitolina (6-3 6-1), approdando alla finale per l'oro, dove affronta la svizzera Belinda Bencic. Nell'ultimo atto Vondroušová si arrende in tre set (5-7 6-2 3-6), aggiudicandosi comunque l'argento. Per la Repubblica Ceca si tratta della terza medaglia nel singolare femminile, la prima d'argento dopo i due bronzi di Petra Kvitová a Rio 2016 e di Jana Novotná ad Atlanta 1996.
In seguito si presenta a Cincinnati, dove al primo turno riaffronta Belinda Bencic: anche questa volta Vondroušová cede alla svizzera, con il punteggio di 3-6 5-7. A Chicago è quinta testa di serie: batte Quinn Gleason (6-2 6-0) e approfitta del ritiro di Alison Van Uytvanck sul 6-1 1-0 in suo favore; ai quarti si arrende alla futura finalista Alizé Cornet. Agli US Open la ceca esordisce battendo Elena-Gabriela Ruse (7-5 6-0). Al secondo turno cede a Kasatkina per 6-3 4-6 4-6. Partecipa poi al torneo di Lussemburgo, dove è la quinta forza del seeding: elimina nettamente Van Uytvanck (6-2 6-3) e Jana Fett (6-2 6-4) per poi imporsi su Elise Mertens (7-5 6-2). Nella sua terza semifinale annuale viene estromessa da Clara Tauson per 4-6 6-2 4-6. Nel torneo 500 autunnale di Chicago vince in due set su Ajla Tomljanović (6-1 6-2), Anastasija Pavljučenkova (6-3 6-2) e Jil Teichmann (6-4 6-3); nei quarti batte Danielle Collins in rimonta (6(4)-7 6-0 7-6(3)), raggiungendo la sua quarta semifinale del 2021; tuttavia decide di non scendere in campo nel suo match contro Muguruza a causa di un problema gastrointestinale. Dopo un'uscita all'esordio a Indian Wells si presenta alla Kremlin Cup, dove si impone su Elena Rybakina (n°7 del seeding, 6-4 6-4), Lesja Curenko (6-3 6-3) e la finalista in carica del Roland Garros Anastasija Pavljučenkova (6-4 6-2), cogliendo un'altra semifinale, la quinta del 2021: nella circostanza Vondroušová si arrende ad Anett Kontaveit per 3-6 4-6.
Chiude l'anno giocando per la Repubblica Ceca nelle fasi finali della Billie Jean King Cup. Contribuisce al successo sulla Germania battendo Andrea Petković (6-1 6-3); nel tie decisivo con la Svizzera porta a casa l'unico punto per le ceche, sconfiggendo Viktorija Golubic (6-4 6-2). Tuttavia la Repubblica Ceca viene battuta dalle elvetiche per 2-1, risultando 2º nel girone e non riuscendo a qualificarsi per la semifinale.
Termina il 2021 al numero 35 del mondo.

### 2022: ennesimo stop e uscita dalla top 50
Inizia l'anno ad Adelaide, dove esce di scena al secondo turno contro Ana Konjuh. Fa meglio in doppio, dove raggiunge la sua seconda finale WTA assieme a Tereza Martincová: le due cedono il titolo alle giapponesi Hozumi/Ninomiya al super-tiebreak. All'Australian Open Vondroušová coglie il terzo turno da 31ª testa di serie, eliminando Priscilla Hon (6-2 6-3) e Ljudmila Samsonova (6-2 7-5); ai sedicesimi perde contro la numero due del mondo Aryna Sabalenka, con il punteggio di 6-4 3-6 1-6. Dopo un primo turno a San Pietroburgo prende parte al WTA 500 di Dubai, dove è costretta a partire dalle qualificazioni: le passa battendo Shibahara, Liu e Putinceva. Nel tabellone principale approfitta del ritiro della top-ten Danielle Collins (sul 2-6 3-0) e poi lascia due game alla russa Varvara Gračëva (6-2 6-0), approdando al suo primo quarto di finale stagionale. Nella circostanza estromette Dajana Jastrems'ka in due set (7-5 6-4), qualificandosi per la sua decima semifinale WTA in carriera, la settima sul cemento. Nel penultimo atto trova Veronika Kudermetova: Vondroušová non scende in campo per il suo match a causa di un infortunio all'adduttore destro. Grazie al buon risultato sale di tre posizioni nel ranking, assestandosi al 35º posto in classifica. Successivamente si presenta ad Indian Wells, dove è accreditata della 30ª testa di serie: dopo il bye elimina Magdalena Fręch (6-1 6-3) e poi batte la n°5 del mondo Anett Kontaveit (3-6 7-5 7-6(5)), tornando a prevalere su una top 10 per la prima volta dalle Olimpiadi di Tokyo. Agli ottavi, viene estromessa da Veronika Kudermetova per 6(5)-7 7-6(5) 5-7. Torna a giocare nelle qualificazioni della Billie Jean King Cup sulla terra di Praga: la ceca vince entrambi i suoi singolari su Harriet Dart (6-1 6-2) ed Emma Raducanu (6-1 6-1) e anche il doppio con Karolína Muchová (6-1 7-5), aiutando la sua nazionale ad accedere alla fase finale della competizione. Dopo una sconfitta al primo turno a Stoccarda, Vondroušová è costretta a uno stop di diversi mesi per un intervento al gomito sinistro. Torna in campo a ottobre, vincendo l'ITF di Shrewsbury e arrivando nei quarti del torneo 125 di Angers.
A causa della pausa e di una stagione priva di grandi risultati, Markéta scende fino al numero 99 del mondo nel ranking di fine anno.

### 2023: il primo titolo Slam a Wimbledon e l'ingresso in top 10
Vondroušová inizia l'anno con i quarti di finale disputati ad Adelaide, dove si arrende ad Aryna Sabalenka in due parziali. All'Australian Open, dopo un successo in rimonta su Alison Riske-Amritraj, riesce a imporsi sulla numero due del mondo Ons Jabeur con lo score di 6-1 5-7 6-1, ottenendo la sua settima vittoria in carriera su una top-10. Al terzo turno si arrende alla connazionale Linda Fruhvirtová in tre set. In quel di Linz, la ceca centra la prima semifinale del 2023, sconfiggendo le qualificate Viktorija Tomova, Rebeka Masarova e Dalma Gálfi; nel penultimo atto, viene eliminata da Anastasija Potapova. Dopo un primo turno a Dubai, partecipa al torneo di Indian Wells, dove raggiunge gli ottavi di finale, battendo nuovamente la Jabeur; nel match di quarto turno, Markéta cede il passo a Karolína Muchová per 6-4 al terzo. Anche a Miami coglie il quarto turno, sconfiggendo le top 20 Veronika Kudermetova e Karolína Plíšková; non riesce ad arrivare ai quarti, sorpresa dalla romena Sorana Cîrstea. Sulla terra coglie il secondo round a Madrid, mentre a Roma si impone su Kaia Kanepi (6-0 4-6 6-2), Bianca Andreescu (6-0 6-1) e la numero 8 del mondo Maria Sakkarī (7-5 6-3), approdando agli ottavi, dove perde dalla futura campionessa Elena Rybakina. Al Roland Garros, tuttavia, esce di scena al secondo turno contro Dar'ja Kasatkina. Grazie alla buona prima parte di stagione, la ceca riesce a rientrare in top-60.

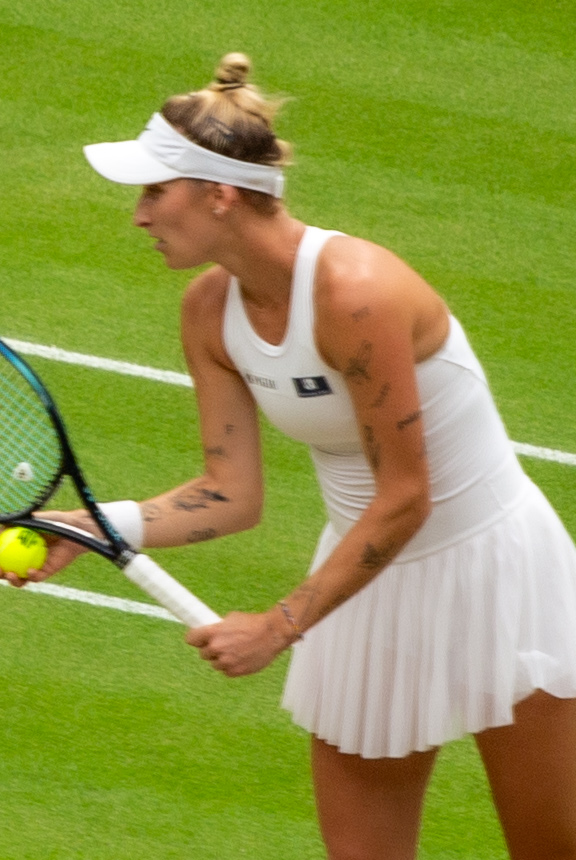
Vondroušová nel match di semifinale al torneo di Wimbledon 2023

Sull'erba, gioca il suo primo torneo annuale a Berlino, dove nei quarti soccombe a Sakkarī in due set. Prende quindi parte a Wimbledon da numero 42 del mondo: batte Peyton Stearns (6-2 7-5) e poi la numero 12 del seeding Kudermetova con un duplice 6-3, approdando al terzo turno dei Championships per la prima volta in carriera. Nella circostanza, supera Donna Vekić in due parziali mentre, agli ottavi, vince in rimonta il derby ceco con Marie Bouzková (2-6 6-4 6-3). Nel suo primo quarto di finale Slam dal 2019, Vondroušová riesce a sconfiggere la numero 4 del mondo Jessica Pegula con lo score di 6-4 2-6 6-4, recuperando da uno svantaggio di 1-4 nel set decisivo. In semifinale, Markéta prevale con un periodico 6-3 sulla rientrante Elina Svitolina, cogliendo così la sua seconda finale in un major dopo quella del Roland Garros di quattro anni prima. Vondroušová è la sesta atleta ceca ad accedere ad una finale di Wimbledon nell'era Open, dopo Martina Navrátilová, Hana Mandlíková, Jana Novotná, Petra Kvitová e Karolína Plíšková. Nell'ultimo atto, così come successo nei due precedenti disputati nel 2023, Markéta prevale su Ons Jabeur con lo score di 6-4 6-4 e diventa la prima tennista nell'era Open a vincere Wimbledon senza essere compresa tra le teste di serie a inizio torneo. Grazie alla vittoria del suo primo Slam, Vondroušová scala il ranking WTA fino alla 10ª posizione, concretizzando il suo esordio tra le prime dieci del mondo.
Vondroušová torna in campo per il torneo di Montréal: dopo il bye, arriva fino agli ottavi, dove si arrende nettamente a Coco Gauff in due set. Va meglio a Cincinnati, dove centra i quarti di finale del torneo per la prima volta: nella circostanza, viene eliminata alla n°1 del mondo Iga Świątek (6(3)-7 1-6). Allo US Open, da nona testa di serie, approda agli ottavi di finale battendo in due set Han, Trevisan e Aleksandrova. Al quarto turno, supera per il secondo slam consecutivo l'americana Stearns, accedendo ai quarti di finale dello slam americano per la prima volta in carriera. Tra le ultime otto, Vondroušová viene estromessa dalla n°17 del seeding Madison Keys, con lo score di 1-6 4-6. Grazie al buon risultato, la ceca sale ulteriormente nel ranking, issandosi alla 6ª posizione delle classifiche, suo nuovo best-ranking.
La ceca torna in campo a ottobre nel WTA 1000 di Pechino, dove rimedia una sconfitta all'esordio contro Anhelina Kalinina. Ciononostante, grazie ai punti ottenuti nel corso della stagione, si qualifica per la prima volta alle WTA Finals, che per l'edizione 2023 si tengono a Cancún. Inserita nel gruppo "Chetumal", Vondroušová perde tutti e tre i match disputati, contro la n°2 del mondo Iga Świątek, con lo score di 6(3)-7 0-6, contro Ons Jabeur, per 4-6 3-6 e contro Coco Gauff (7-5 6(4)-7 3-6). Chiude il girone all'ultimo posto, non avendo modo di accedere alle semifinali.
Termina la stagione al n°7 del mondo, sua migliore posizione di chiusura del ranking in carriera.

### 2024-2025: infortuni e terzo titolo WTA
Inizia l'anno disputando la United Cup con la Repubblica Ceca: la top-10 perde entrambi i suoi incontri contro la Cina, sia il singolare contro Zheng Qinwen, che il doppio misto assieme a Jiří Lehečka. Nel tie contro la Serbia conquista l'unico punto battendo Olga Danilović; tuttavia il team ceco esce sconfitto per 2-1. Alla fine la Repubblica Ceca chiude al terzo posto nel girone non qualificandosi per la fase successiva della competizione. All'Australian Open viene nettamente sconfitta al primo turno dalla qualificata e futura semifinalista Dajana Jastrems'ka, che le concede soltanto tre giochi. Torna in campo a Doha dove supera Greet Minnen per poi cedere alla russa Anastasija Pavljučenkova in due parziali. A Dubai la ceca coglie il primo quarto di finale della stagione, battendo Peyton Stearns e Ljudmila Samsonova; nel match valevole per la semifinale, viene eliminata da Sorana Cîrstea per 2-6 al terzo set, dopo non aver sfruttato un vantaggio di 6-2 5-1 e sei match-point a suo favore. A Indian Wells dopo un comodo successo su Bernarda Pera, è costretta al walkover prima di scendere in campo contro Marta Kostjuk. 
Sulla terra raggiunge la prima semifinale del 2024 a Stoccarda, eliminando Donna Vekić, Anastasija Potapova e la numero due del mondo Aryna Sabalenka in rimonta; nel penultimo incontro, cede a Kostjuk. A Madrid e Roma esce al terzo turno, sconfitta rispettivamente da Mirra Andreeva e Cîrstea. Al Roland Garros giunge nei quarti di finale, superando in due set Rebeka Masarova, Chloé Paquet e Olga Danilović e concedendo un parziale alla qualificata Katie Volynets al secondo round (0-6 6-1 6-4). Tra le ultime otto a Parigi per la prima volta dal 2019, la ceca subisce una netta battuta d'arresto contro la numero uno del mondo Iga Świątek, che le concede solo due giochi. A Wimbledon, dove è campionessa in carica, esce a sorpresa al primo turno per mano della numero 83 del mondo Jéssica Bouzas Maneiro. L'ultima volta che una campionessa in carica era uscita al primo turno di Wimbledon era stato trenta anni prima, all'edizione 1994, quando Steffi Graf perse da Lori McNeil. Un infortunio alla spalla la costringe a sottoporsi a un nuovo intervento chirurgico e ad archiviare prematuramente la sua stagione.
Ritorna in campo direttamente nel 2025 ma dopo il primo set del match di rientro, disputato ad Adelaide contro Diana Šnajder, è costretta al ritiro e a rinunciare anche all'Australian Open. L'acuirsi del problema alla spalla la porta anche a saltare i tornei di Indian Wells, Miami e l'intera trasferta sul rosso salvo il Roland Garros, dove supera i primi due turni prima di essere estromessa in rimonta dalla terza testa di serie Jessica Pegula. Usufruisce del ranking protetto per disputare il WTA 500 di Berlino, suo primo torneo della stagione sull'erba, dove ritrova il proprio miglior tennis. In tale circostanza, si aggiudica il terzo titolo in carriera battendo nell'ordine: la campionessa in carica degli Australian Open e settima testa di serie Madison Keys (7-5, 7-6(6)), Diana Šnajder (6-3, 6(3)-7, 6-3), la due volte finalista di Wimbledon Ons Jabeur (6-4, 6-1), la numero uno al mondo Aryna Sabalenka (6-2, 6-4) e la qualificata Wang Xinyu nell'ultimo atto (7-6(10), 4-6, 6-2).

## Statistiche WTA

### Singolare

#### Vittorie (3)
| Legenda               | Legenda      |
| --------------------- | ------------ |
| Grande Slam (1)       |              |
| Ori Olimpici (0)      |              |
| WTA Finals (0)        |              |
| WTA Elite Trophy (0)  |              |
| Dal 2009 al 2020      | Dal 2021     |
| Premier Mandatory (0) | WTA 1000 (0) |
| Premier 5 (0)         | WTA 1000 (0) |
| Premier (0)           | WTA 500 (1)  |
| International (1)     | WTA 250 (0)  |

| N. | Data           | Torneo                          | Superficie  | Avversaria in finale | Punteggio         |
| 1. | 16 aprile 2017 | Ladies Open Biel Bienne, Bienne | Cemento (i) | Anett Kontaveit      | 6–4, 7–6(6)       |
| 2. | 15 luglio 2023 | Torneo di Wimbledon, Londra     | Erba        | Ons Jabeur           | 6–4, 6–4          |
| 3. | 22 giugno 2025 | German Open, Berlino            | Erba        | Wang Xinyu           | 7–6(10), 4–6, 6–2 |

#### Sconfitte (4)
| Legenda               | Legenda      |
| --------------------- | ------------ |
| Grande Slam (1)       |              |
| Argenti Olimpici (1)  |              |
| WTA Finals (0)        |              |
| WTA Elite Trophy (0)  |              |
| Dal 2009 al 2020      | Dal 2021     |
| Premier Mandatory (0) | WTA 1000 (0) |
| Premier 5 (0)         | WTA 1000 (0) |
| Premier (0)           | WTA 500 (0)  |
| International (2)     | WTA 250 (0)  |

| N. | Data             | Torneo                          | Superficie  | Avversaria in finale | Punteggio     |
| 1. | 24 febbraio 2019 | Hungarian Ladies Open, Budapest | Cemento (i) | Alison Van Uytvanck  | 6–1, 5–7, 2–6 |
| 2. | 28 aprile 2019   | Istanbul Cup, Istanbul          | Terra rossa | Petra Martić         | 6–1, 4–6, 1–6 |
| 3. | 8 giugno 2019    | Open di Francia, Parigi         | Terra rossa | Ashleigh Barty       | 1–6, 3–6      |
| 4. | 31 luglio 2021   | Giochi Olimpici, Tokyo          | Cemento     | Belinda Bencic       | 5–7, 6–2, 3–6 |

### Doppio

#### Sconfitte (3)
| Legenda              |
| -------------------- |
| Grande Slam (0)      |
| Argenti Olimpici (0) |
| WTA Finals (0)       |
| WTA Elite Trophy (0) |
| Dal 2021             |
| WTA 1000 (1)         |
| WTA 500 (1)          |
| WTA 250 (1)          |

| N. | Data            | Torneo                           | Superficie  | Compagna            | Avversarie in finale          | Punteggio           |
| 1. | 16 maggio 2021  | Internazionali d'Italia, Roma    | Terra rossa | Kristina Mladenovic | Sharon Fichman Giuliana Olmos | 6–4, 5–7, [5–10]    |
| 2. | 14 gennaio 2022 | Adelaide International, Adelaide | Cemento     | Tereza Martincová   | Eri Hozumi Makoto Ninomiya    | 6–1, 6(4)–7, [7–10] |
| 3. | 25 giugno 2023  | German Open, Berlino             | Erba        | Kateřina Siniaková  | Caroline Garcia Luisa Stefani | 6–4, 6(8)–7, [4–10] |

## Circuito WTA 125

### Doppio

#### Sconfitte (1)
| N. | Data             | Torneo                          | Superficie  | Compagna            | Avversarie in finale     | Punteggio |
| 1. | 11 dicembre 2022 | Open Angers Arena Loire, Angers | Cemento (i) | Miriam Kolodziejová | Alycia Parks Zhang Shuai | 2–6, 2–6  |

## Statistiche ITF

### Singolare

#### Vittorie (8)
| Torneo $100.000 (2) |
| Torneo $80.000 (1)  |
| Torneo $75.000 (0)  |
| Torneo $60.000 (0)  |
| Torneo $50.000 (0)  |
| Torneo $25.000 (1)  |
| Torneo $15.000 (2)  |
| Torneo $10.000 (2)  |

| N. | Data            | Torneo                                                                                   | Superficie  | Avversaria in finale   | Punteggio     |
| 1. | 17 maggio 2015  | Lotto Cup, Zielona Góra                                                                  | Terra rossa | Natela Dzalamidze      | 6–3, 6–3      |
| 2. | 21 giugno 2015  | Zubr Cup, Přerov                                                                         | Terra rossa | Ekaterina Aleksandrova | 6–1, 6–4      |
| 3. | 20 marzo 2016   | GD Tennis Academy, Adalia                                                                | Terra rossa | Lisa Sabino            | 6–2, 6–0      |
| 4. | 22 gennaio 2017 | Internationaler Württembergische Hallenmeisterschaften um den Südwestbank-Cup, Stoccarda | Cemento (i) | Anna Zaja              | 3–6, 6–2, 6–1 |
| 5. | 5 febbraio 2017 | Open GDF Suez De L'Isere, Grenoble                                                       | Cemento (i) | Anna Blinkova          | 7–5, 6–4      |
| 6. | 21 maggio 2017  | Empire Slovak Open, Trnava                                                               | Terra rossa | Verónica Cepede Royg   | 7–5, 7-6(3)   |
| 7. | 30 luglio 2017  | Advantage Cars Prague Open, Praga                                                        | Terra rossa | Karolína Muchová       | 7–5, 6–1      |
| 8. | 6 novembre 2022 | GB Pro-Series Shrewsbury, Shrewsbury                                                     | Cemento (i) | Eva Lys                | 7–5, 6–2      |

#### Sconfitte (3)
| Torneo $100.000 (0) |
| Torneo $80.000 (0)  |
| Torneo $75.000 (0)  |
| Torneo $60.000 (0)  |
| Torneo $50.000 (0)  |
| Torneo $25.000 (2)  |
| Torneo $15.000 (0)  |
| Torneo $10.000 (1)  |

| N. | Data             | Torneo                                            | Superficie | Avversaria in finale | Punteggio     |
| 1. | 2 marzo 2015     | Soho Square Egypt Women's Future, Sharm el-Sheikh | Cemento    | Vera Lapko           | 5–7, 3–6      |
| 2. | 19 febbraio 2017 | Perth Tennis International, Perth                 | Cemento    | Marie Bouzková       | 6–1, 3–6, 2–6 |
| 3. | 5 marzo 2017     | Clare Valley Tennis International, Clare          | Cemento    | Beatriz Haddad Maia  | 2–6, 2–6      |

### Doppio

#### Vittorie (6)
| Torneo $100.000 (1) |
| Torneo $80.000 (1)  |
| Torneo $75.000 (0)  |
| Torneo $60.000 (0)  |
| Torneo $50.000 (0)  |
| Torneo $25.000 (0)  |
| Torneo $15.000 (2)  |
| Torneo $10.000 (2)  |

| N. | Data            | Torneo                                                                                   | Superficie  | Compagna            | Avversarie in finale                 | Punteggio   |
| 1. | 2 marzo 2015    | Jolie Ville Golf Women's, Sharm El Sheikh                                                | Cemento     | Vera Lapko          | Anna Morgina Caroline Rohde-Moe      | 6–2, 6–4    |
| 2. | 16 maggio 2015  | Lotto Cup, Zielona Góra                                                                  | Terra rossa | Miriam Kolodziejová | Natela Dzalamidze Margarita Lazareva | 6–2, 6–2    |
| 3. | 20 giugno 2015  | Zubr Cup, Přerov                                                                         | Terra rossa | Miriam Kolodziejová | Martina Borecká Jesika Malečková     | 6–4, 6–1    |
| 4. | 21 gennaio 2017 | Internationaler Württembergische Hallenmeisterschaften um den Südwestbank-Cup, Stoccarda | Cemento (i) | Miriam Kolodziejová | Anita Husarić Kimberley Zimmermann   | 7–6(3), 7–5 |
| 5. | 30 ottobre 2022 | Internationaux Féminins de la Vienne, Poitiers                                           | Cemento (i) | Miriam Kolodziejová | Jessika Ponchet Renata Voráčová      | 6–4, 6–3    |
| 6. | 6 novembre 2022 | GB Pro-Series Shrewsbury, Shrewsbury                                                     | Cemento (i) | Miriam Kolodziejová | Jessika Ponchet Renata Voráčová      | 7–6(4), 6–2 |

#### Sconfitte (2)
| Torneo $100.000 (0) |
| Torneo $80.000 (0)  |
| Torneo $75.000 (1)  |
| Torneo $60.000 (0)  |
| Torneo $50.000 (0)  |
| Torneo $25.000 (0)  |
| Torneo $15.000 (0)  |
| Torneo $10.000 (1)  |

| N. | Data           | Torneo                           | Superficie  | Compagna            | Avversarie in finale                | Punteggio           |
| 1. | 15 agosto 2015 | Advantage Cars Praga Open, Praga | Terra rossa | Miriam Kolodziejová | Kateřina Kramperová Bernarda Pera   | 6(4)–7, 7–5, [1–10] |
| 2. | 19 marzo 2016  | GD Tennis Academy, Adalia        | Terra rossa | Natálie Novotná     | Ol'ga Dorošina Anastasyja Vasyl'eva | 2–6, 1–6            |

## Grand Slam Junior

### Doppio

#### Vittorie (2)
| Tornei del Grande Slam  |
| ----------------------- |
| Australian Open (1)     |
| Open di Francia (1)     |
| Torneo di Wimbledon (0) |
| US Open (0)             |

| N. | Data            | Torneo                     | Superficie  | Compagna            | Avversaria in finale               | Punteggio |
| 1. | 31 gennaio 2015 | Australian Open, Melbourne | Cemento     | Miriam Kolodziejová | Katharina Hobgarski Greet Minnen   | 7–5, 6–4  |
| 2. | 6 giugno 2015   | Open di Francia, Parigi    | Terra rossa | Miriam Kolodziejová | Caroline Dolehide Katerina Stewart | 6–0, 6–3  |

#### Sconfitte (1)
| Tornei del Grande Slam  |
| ----------------------- |
| Australian Open (0)     |
| Open di Francia (1)     |
| Torneo di Wimbledon (0) |
| US Open (0)             |

| N. | Data          | Torneo                  | Superficie  | Compagna         | Avversarie in finale            | Punteggio        |
| 1. | 7 giugno 2014 | Open di Francia, Parigi | Terra rossa | Catherine Bellis | Ioana Ducu Ioana Loredana Roșca | 1–6, 7–5, [9–11] |

## Vittorie contro giocatrici top 10
| Stagione | 2019 | 2020 | 2021 | 2022 | 2023 | 2024 | 2025 | Totale |
| -------- | ---- | ---- | ---- | ---- | ---- | ---- | ---- | ------ |
| Vittorie | 2    | 1    | 2    | 1    | 5    | 1    | 2    | 14     |

| #    | Giocatrice          | Ranking | Evento                          | Superficie      | Turno | Punteggio        | Rank. MVR |
| ---- | ------------------- | ------- | ------------------------------- | --------------- | ----- | ---------------- | --------- |
| 2019 |                     |         |                                 |                 |       |                  |           |
| 1.   | Simona Halep (1)    | 2       | Indian Wells Open, Indian Wells | Cemento         | 4T    | 6–2, 3–6, 6–2    | 61        |
| 2.   | Simona Halep (2)    | 2       | Internazionali d'Italia, Roma   | Terra rossa     | 2T    | 2–6, 7–5, 6–3    | 44        |
| 2020 |                     |         |                                 |                 |       |                  |           |
| 3.   | Elina Svitolina (1) | 6       | Internazionali d'Italia, Roma   | Terra rossa     | QF    | 6–3, 6–0         | 19        |
| 2021 |                     |         |                                 |                 |       |                  |           |
| 4.   | Naomi Ōsaka         | 2       | Giochi Olimpici, Tokyo          | Cemento         | 3T    | 6–1, 6–4         | 42        |
| 5.   | Elina Svitolina (2) | 6       | Giochi Olimpici, Tokyo          | Cemento         | SF    | 6–3, 6–1         | 42        |
| 2022 |                     |         |                                 |                 |       |                  |           |
| 6.   | Anett Kontaveit     | 5       | Indian Wells Open, Indian Wells | Cemento         | 3T    | 3–6, 7–5, 7–6(5) | 33        |
| 2023 |                     |         |                                 |                 |       |                  |           |
| 7.   | Ons Jabeur (1)      | 2       | Australian Open, Melbourne      | Cemento         | 2T    | 6–1, 5–7, 6–1    | 86        |
| 8.   | Ons Jabeur (2)      | 4       | Indian Wells Open, Indian Wells | Cemento         | 3T    | 7–6(5), 6-4      | 105       |
| 9.   | Maria Sakkarī       | 8       | Internazionali d'Italia, Roma   | Terra rossa     | 3T    | 7–5, 6–3         | 70        |
| 10.  | Jessica Pegula      | 4       | Torneo di Wimbledon, Londra     | Erba            | QF    | 6–4, 2–6, 6–4    | 42        |
| 11.  | Ons Jabeur (3)      | 6       | Torneo di Wimbledon, Londra     | Erba            | F     | 6–4, 6–4         | 42        |
| 2024 |                     |         |                                 |                 |       |                  |           |
| 12.  | Aryna Sabalenka (1) | 2       | Stuttgart Open, Stoccarda       | Terra rossa (i) | QF    | 3-6, 6-3, 7-5    | 8         |
| 2025 |                     |         |                                 |                 |       |                  |           |
| 13.  | Madison Keys        | 6       | German Open, Berlino            | Erba            | 1T    | 7-5, 7-6(6)      | 164       |
| 14.  | Aryna Sabalenka (2) | 1       | German Open, Berlino            | Erba            | SF    | 6-2, 6-4         | 164       |

## Risultati in progressione
| Sigla | Risultato               |
| ----- | ----------------------- |
| V     | Vincitore               |
| F     | Finalista               |
| SF    | Semifinalista           |
| O     | Oro olimpico            |
| A     | Argento olimpico        |
| SF    | Bronzo olimpico         |
| QF    | Quarti di Finale        |
| 4T    | Quarto turno            |
| 3T    | Terzo turno             |
| 2T    | Secondo turno           |
| 1T    | Primo turno             |
| RR    | Round Robin             |
| LQ    | Turno di qualificazione |
| A     | Assente                 |
| ND    | Non disputato           |

| Legenda superfici    |
| -------------------- |
| Cemento              |
| Terra battuta        |
| Erba                 |
| Superficie variabile |

### Singolare
Aggiornato a fine Berlin Ladies Open 2025. 
| Torneo                 | 2017            | 2018            | 2019            | 2020          | 2021          | 2022          | 2023          | 2024    | 2025    | Titoli      | V–S         |
| ---------------------- | --------------- | --------------- | --------------- | ------------- | ------------- | ------------- | ------------- | ------- | ------- | ----------- | ----------- |
| Tornei del Grande Slam |                 |                 |                 |               |               |               |               |         |         |             |             |
| Australian Open        | A               | 2T              | 2T              | 1T            | 4T            | 3T            | 3T            | 1T      | A       | 0 / 7       | 9–7         |
| Open di Francia        | 2T              | 1T              | F               | 1T            | 4T            | A             | 2T            | QF      | 3T      | 0 / 8       | 17–8        |
| Wimbledon              | 1T              | 1T              | 1T              | ND            | 2T            | A             | V             | 1T      |         | 1 / 6       | 8–5         |
| US Open                | 1T              | 4T              | A               | 2T            | 2T            | A             | QF            | A       |         | 0 / 5       | 9–5         |
| Giochi olimpici        |                 |                 |                 |               |               |               |               |         |         |             |             |
| Giochi olimpici        | Non disputati   | Non disputati   | Non disputati   | Non disputati | F-A           | ND            | ND            | A       | ND      | 0 / 1       | 5–1         |
| Torneo di fine anno    |                 |                 |                 |               |               |               |               |         |         |             |             |
| WTA Finals             | Non qualificata | Non qualificata | Non qualificata | ND            | NQ            | NQ            | RR            | NQ      |         | 0 / 1       | 0–3         |
| WTA 1000               |                 |                 |                 |               |               |               |               |         |         |             |             |
| Doha                   | 500             | 2T              | 500             | 1T            | 500           | A             | 500           | 3T      | 1T      | 0 / 4       | 2–4         |
| Dubai                  | A               | 500             | A               | 500           | 2T            | 500           | 1T            | QF      | 2T      | 0 / 4       | 4–4         |
| Indian Wells           | A               | 4T              | QF              | ND            | 1T            | 4T            | 4T            | 3T      | A       | 0 / 6       | 13–5        |
| Miami                  | A               | 1T              | QF              | ND            | 4T            | A             | 4T            | Assente | Assente | 0 / 4       | 9–4         |
| Madrid                 | Assente         | Assente         | Assente         | ND            | 1T            | A             | 2T            | 3T      | A       | 0 / 3       | 2–3         |
| Roma                   | Assente         | Assente         | QF              | SF            | 2T            | A             | 4T            | 3T      | A       | 0 / 5       | 11–5        |
| Montréal / Toronto     | Assente         | Assente         | Assente         | ND            | Assente       | Assente       | 3T            | A       |         | 0 / 1       | 2–1         |
| Cincinnati             | A               | 1T              | A               | 1T            | 1T            | A             | QF            | A       |         | 0 / 4       | 3–4         |
| Wuhan                  | A               | 1T              | A               | Non disputato | Non disputato | Non disputato | Non disputato | A       |         | 0 / 1       | 0–1         |
| Pechino                | Assente         | Assente         | Assente         | Non disputato | Non disputato | Non disputato | 1T            | A       |         | 0 / 1       | 0–1         |
| Carriera               |                 |                 |                 |               |               |               |               |         |         |             |             |
| Tornei giocati         | 7               | 16              | 10              | 10            | 20            | 6             | 16            | 12      | 6       | 103         | 103         |
| Titoli                 | 1               | 0               | 0               | 0             | 0             | 0             | 1             | 0       | 1       | 3           | 3           |
| Finali                 | 1               | 0               | 3               | 0             | 1             | 0             | 1             | 0       | 1       | 7           | 7           |
| Totale V–S             | 8–6             | 14–16           | 21–8            | 8–10          | 34–19         | 11–5          | 39–18         | 16–11   | 11–5    | 172–101     | 172–101     |
| Vittorie %             | 57%             | 47%             | 72%             | 44%           | 64%           | 69%           | 68%           | 59%     | 69%     | 63%         | 63%         |
| Ranking di fine anno   | 67              | 67              | 16              | 21            | 35            | 99            | 7             | 39      |         | $10.806.179 | $10.806.179 |

### Doppio
| Tornei del Grande Slam |               |               |               |               |               |               |               |                  |                  |
| Australian Open        | A             | 1T            | SF            | 1T            | 2T            | 2T            | 3T            | 0 / 6            | 8–6              |
| Open di Francia        | A             | 1T            | 2T            | Assente       | Assente       | Assente       | 2T            | 0 / 3            | 2–2              |
| Wimbledon              | QF            | 1T            | A             | ND            | 2T            | A             | 3T            | 0 / 4            | 6–3              |
| US Open                | 1T            | Assente       | Assente       | Assente       | 2T            | A             | 3T            | 0 / 3            | 3–3              |
| Totale V–S             | 3–2           | 0–3           | 5–1           | 0–1           | 3–3           | 1–1           | 7–4           | 0 / 16           | 19–14            |
| Giochi olimpici        |               |               |               |               |               |               |               |                  |                  |
| Giochi olimpici        | Non disputati | Non disputati | Non disputati | Non disputati | 2T            | ND            | ND            | 0 / 1            | 1–1              |
| Torneo di fine anno    |               |               |               |               |               |               |               |                  |                  |
| WTA 1000               |               |               |               |               |               |               |               |                  |                  |
| Doha / Dubai           | Assente       | Assente       | Assente       | Assente       | Assente       | Assente       | 2T            | 0 / 1            | 1–1              |
| Indian Wells           | Assente       | Assente       | Assente       | ND            | Assente       | Assente       | 1T            | 0 / 1            | 0–1              |
| Miami                  | Assente       | Assente       | Assente       | ND            | Assente       | Assente       | Assente       | 0 / 0            | 0–0              |
| Madrid                 | Assente       | Assente       | Assente       | ND            | Assente       | Assente       | Assente       | 0 / 0            | 0–0              |
| Roma                   | Assente       | Assente       | Assente       | Assente       | F             | A             | 2T            | 0 / 2            | 5–2              |
| Montréal / Toronto     | Assente       | Assente       | Assente       | ND            | Assente       | Assente       | 2T            | 0 / 1            | 1–1              |
| Cincinnati             | Assente       | Assente       | Assente       | Assente       | Assente       | Assente       | Assente       | 0 / 0            | 0–0              |
| Wuhan                  | Assente       | Assente       | Assente       | Non disputato | Non disputato | Non disputato | Non disputato | 0 / 0            | 0–0              |
| Pechino                | Assente       | Assente       | Assente       | Non disputato | Non disputato | Non disputato | A             | 0 / 0            | 0–0              |
| Guadalajara            | Non disputato | Non disputato | Non disputato | Non disputato | Non disputato | A             | A             | 0 / 0            | 0–0              |
| Carriera               |               |               |               |               |               |               |               |                  |                  |
| Tornei giocati         | 2             | 4             | 4             | 2             | 10            | 3             | 11            | 37               | 37               |
| Titoli                 | 0             | 0             | 0             | 0             | 0             | 0             | 0             | 0                | 0                |
| Finali                 | 0             | 0             | 0             | 0             | 1             | 1             | 1             | 3                | 3                |
| Totale V–S             | 3–2           | 0–4           | 6–2           | 1–1           | 14–8          | 8–3           | 17–9          | 49–30            | 49–30            |
| Vittorie %             | 60%           | 0%            | 75%           | 50%           | 64%           | 73%           | 65%           | 62.03%           | 62.03%           |
| Ranking di fine anno   | 155           | 634           | 100           | 600           | 65            | 119           | 44            | Best rank. n° 38 | Best rank. n° 38 |

Note
1. 1 2 3  Il Dubai Tennis Championships e il Qatar Ladies Open di Doha si scambiarono frequentemente lo status tra evento Premier ed evento Premier 5 dal 2009 al 2020, mentre dal 2021 al 2023 tra evento WTA 1000 e WTA 500. Dal 2024 vengono disputati entrambi come eventi WTA 1000.
2. ↑  Il ritiro prima di scendere in campo nel secondo turno non viene contata come una sconfitta per Vondroušová e Magdaléna Rybáriková e/o come una vittoria per le avversarie.
3. ↑  Il ritiro prima di scendere in campo nel secondo turno non viene contata come una sconfitta per Vondroušová e Miriam Kolodziejová e/o come una vittoria per le avversarie.